# اوراوا-کو، سایتاما
اوراوا-کو (به لاتین: Urawa-ku) یک منطقهٔ مسکونی در ژاپن است که در سایتاما واقع شده‌است. اوراوا-کو ۱۱٫۵۱ کیلومتر مربع مساحت و ۱۵۵٬۰۲۲ نفر جمعیت دارد.

## آموزش
در منطقهٔ اوراو-کو، مجموعاً ۲۶ مرکز آموزش که شامل سیزده مدرسه ابتدایی، پنج مدرسه راهنمایی و شش دبیرستان وجود دارد.